# نبرد ثنیة العقاب
نبرد ثنیة العقاب (عربی: معركة ثنية العقاب) (همچنین به عنوان نبرد آشیانه عقاب شناخته می شود) در سال ۶۳۴ پس از میلاد در شبه جزیره عربستان در طول جنگ های ردا رخ داد. این جنگ بین نیروهای خلافت راشدین به رهبری خالد بن ولید و قوای قبیله بنی تمیم به رهبری طلیحه درگرفت. تولیحه پیامبری خودخوانده بود و قبلاً از بیعت با خلافت خودداری کرده بود.
در جریان نبرد، خالد بن ولید، نیروهای طلیحه را فریب داد و سواره نظام او را به صورت پیاده درآورد و آنها را برای حمله از پشت به دشمن فرستاد. این مانور باعث وحشت سپاهیان طلیحه شد و در نبردهای بعدی شکست خوردند. خود طلیحه اسیر شد و بعداً اسلام را پذیرفت و با خلافت بیعت کرد.
این نبرد پیروزی قابل توجهی برای خلافت راشدین بود و به آنها اجازه داد تا کنترل خود را بر شبه جزیره عربستان در طول جنگ های ردا تحکیم کنند.